# Ralf Elshof
Rafael Robert Christopher "Ralf" Elshof (nascido em 5 de julho de 1962) é um ex-ciclista holandês, que competia em provas de ciclismo de pista.
Disputou os Jogos Olímpicos de Los Angeles 1984, onde terminou em décimo na perseguição por equipes de 4 km.